# Tripontium
Tripontium je jedno ze starověkých měst. Leželo v římské Británii poblíž římské silnice později nazvané Watling Street; v době moderní tamtudy vede silnice A5. Nachází se převážně na území obce Churchover v anglickém hrabství Warwickshire, ale částečně také v hrabství Leicestershire, přibližně 5,5 km na severovýchod od anglického města Rugby.

## Původ názvu
Pojmenování Tripontium je latinského původu. Tres je číslovka s významem tři, substantivum pons značí most. Název tedy poukazuje na fakt, že jde o "místo, kde jsou tři mosty". V češtině by se tudíž mohlo jmenovat "Trojmostí". Jméno odkazuje na mosty přes řeku Avonu a dva její přítoky. Jiný zdroj uvádí, že by se také mohlo jednat o most se třemi oblouky.

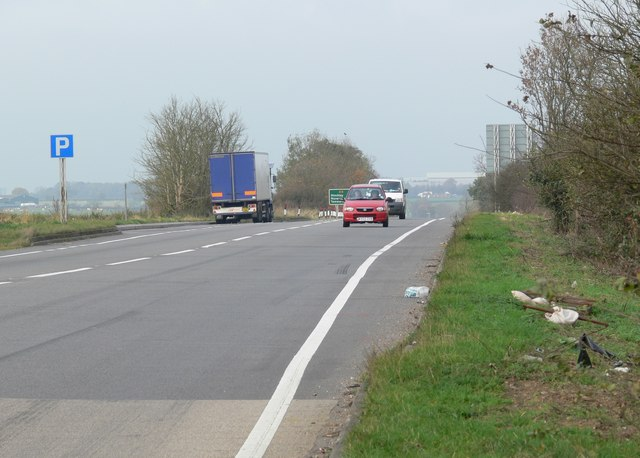
Silnice A5, římská Watling Street

## Charakteristika
Tripontium bylo založeno jako vojenská pohraniční stanice v roce 47 n. l., brzy po římské invazi do Británie. Vyrostlo zde civilní město, kde lidé bydleli zhruba čtyři sta let, než ho opustili koncem 4. století, snad v souvislosti s tím, že se Římané stáhli z Británie. Za vrcholné období rozkvětu je pokládáno 2. století n. l., jak dokládají nalezené lázně, studny, hrnčířské pece, hřbitovy a mansio, a to ještě byla tato lokalita značně poškozena těžbou štěrku.
Tripontium bylo pravděpodobně nejdůležitějším římským osídlením v této oblasti. Prostornost objevených budov vedla historiky k závěru, že město pravděpodobně bylo významnou zastávkou pro cestující veřejnost, vojenskou i civilní. Vždyť leželo necelých 13 km na jih od Venonae (zvané též High Cross), což je křižovatka římských silnic Watling Street a Fosse Way. Je také uvedeno jako jedna ze zastávek v Itineráři císaře Antonina. Tento dokument ze třetího století zaznamenává místa, kudy při cestování po Británii římští císaři projeli a kde se zastavili.

## Archeologické nálezy
Kde přesně se Tripontium rozkládalo, zůstávalo po staletí tajemstvím, avšak v roce 1836 jej objevil starožitník a amatérský archeolog Matthew Bloxam, většinou při kopání hrobů. K nálezům patřily cihly a dlaždice, sklo, odpadní jáma, hliněné nádoby, bronzová brož, prsteny, stylus a tři mince, na nich byl římský císař Nerva, který panoval od roku 96 do 98, Antoninus Pius (138–161) a jeho manželka a císařovna Faustina (starší). Později bylo nalezeno značné množství keramiky a mincí z 2. až 4. století.

### Archeologická společnost z Rugby
Vykopávky na tomto místě zahájila v roce 1961 Archeologická společnost z Rugby, která v nich pokračovala do roku 2006. Vykopávky v Tripontiu zatím byly největší, jaké kdy tato amatérská archeologická společnost uskutečnila.

### Vykopávky města, jeho význam
Byly zjištěny hranice města na východě a severu, kam sahalo na západ a na jih, není známo. Plocha osídlení se odhaduje na přinejmenším 800 m na délku a 152 m na obě strany římské silnice Watling Street. Město bylo obehnané příkopem, později zasypaným, kde byly vykopány hliněné střepy. Vzhledem k odlehlosti tohoto osídlení se původně předpokládalo, že Tripontium byla osada malá a nedůležitá. Vykopávky však ukázaly, že šlo o důležité římsko-britské město s velkými veřejnými lázněmi, rozsáhlými administrativními budovami a hostincem (mansio).

### Mansio s lázněmi
Šlo o budovu v této lokalitě výjimečnou, protože byla částečně z kamene, na rozdíl od většiny jiných, které byly ze dřeva a měly hliněné základy.
Hostinec byl velký a měl i vlastní lázně. Byla v něm objevena vytápěcí místnost, caldarium mělo půlkruhovou apsidu, ve které byl pravděpodobně bazén s teplou vodou. Vedle bylo tepidarium se čtvercovým půdorysem. Vytápělo se také podlahou, ale kvůli větší vzdálenosti od vytápěcí místnosti byla teplota nižší. Vpravo od tepidaria měli frigidarium s bazénem uprostřed.

### Současný stav
Část starověkého města byla v moderní době zničena kvůli těžbě štěrku a v jiné části už není možné archeologický výzkum provést. Nicméně je pravděpodobné, že v této lokalitě budou ještě odhaleny zbytky dalších budovy, například chrámu nebo fóra.
Jde o chráněnou starověkou památku. Byla zapsána do registru ohrožených (Heritage at Risk) kvůli rizikům způsobeným hledači kovů a její stav se zhoršuje.
Lokalita není přístupná veřejnosti, ale mnoho archeologických nálezů je vystaveno v Rugby Art Gallery and Museum ve městě Rugby.